# باربرا كرامبتون
باربرا كرامبتون (بالإنجليزية: Barbara Crampton)‏ هي ممثلة أمريكية، ولدت في 27 ديسمبر 1958 في الولايات المتحدة.

## أعمال

### أفلام
- (1985) إعادة التنشيط
- (1986) من الجحيم 1986
- (2011) أنت التالي[6]
- (2012) لوردات سالم

## وصلات خارجية
- باربرا كرامبتون على موقع IMDb (الإنجليزية)
- باربرا كرامبتون على موقع ألو سيني (الفرنسية)
- باربرا كرامبتون على موقع أول موفي (الإنجليزية)
- باربرا كرامبتون على موقع قاعدة بيانات الأفلام السويدية (السويدية)
- باربرا كرامبتون على موقع إن إن دي بي (الإنجليزية)
- باربرا كرامبتون على موقع قاعدة بيانات الفيلم (الإنجليزية)
- باربرا كرامبتون على موقع كينوبويسك (الروسية)